# آرتور مسچیان
آرتور مسچیان (ارمنی: Արթուր Մեսչյան؛ زادهٔ ۳ مارس ۱۹۴۹ در ) معمار، موسیقیدان، آهنگساز، شاعر، خواننده و نقاش اهل ارمنستان است. او را از بنیانگذاران راک ارمنی می‌دانند.
ترانه "Ur eir Astvats"، به فارسی "خدایا کجا بودی" دربارهٔ نسل‌کشی ارمنی‌ها از ساخته‌ها و سروده‌های مسچیان است.اندی خواننده معروف ایرانی ارمنی در آمریکا ترانه وی را بازخوانی کرده است.
وی همچنین برندهٔ جوایزی همچون نشان مسروپ ماشتوتس شده‌است. از آثار معماری او می‌توان به خانهٔ میهمان و ساختمان جدید موزهٔ معروف ماتناداران اشاره کرد.

## زندگی‌نامه
مسچیان در سوم مارس ۱۹۴۹ در شهر ایروان اتحاد جماهیر شوروی سوسیالیستی متولد شد. در ۱۹۶۶ در دپارتمان معماری دانشگاه پلی‌تکنیک ارمنستان پذیرفته شد. در ۱۹۶۷ به‌همراه دو نفر از همکلاسی‌هایش گروه موسیقی‌ای را تأسیس کرد که از آن با عنوان گروه موسیقی دپارتمان معماری یاد می‌شد. این گروه نخستین گروه موسیقی راک در زبان ارمنی بود و به سرعت در میان جوانان ارمنی محبوبیت یافت.
در ۱۹۷۲ از دانشگاه فارغ‌التحصیل شد. در ۱۹۷۴ به گروه طراحی پروژهٔ فرودگاه بین‌المللی زوارتنوتس پیوست و پس از آن به عنوان معماری موفق شناخته شد. در ۱۹۸۸ ساختمان جدیدی در محوطهٔ موزهٔ معروف ماتناداران طراحی کرد. در دههٔ ۱۹۸۰ همچنین در دو فیلم به بازیگری پرداخت که یکی از آن‌ها بازی در نقش میکائیل نالباندیان در فیلم آتش درخشان شب بود.
مسچیان در ۱۹۸۹ با خانواده‌اش به شهر بوستون آمریکا مهاجرت کرد، ولی در سال ۲۰۰۵ پس از ۱۷ سال به همراه همسرش به ارمنستان بازگشت. در ۲۰۰۷ ساختمان جدیدی برای موزهٔ مسروب ماشتوتس طراحی کرد. در ۲۰۱۵ موزهٔ کومیتاس وارداپت را طراحی کرد.

## ترانه «خدایا کجا بودی»
| خدایا کجا بودی وقتی ملتی مجنون وار از کاشانه خود طرد گشت     |  | خدایا کجا بودی آنگاه که التماس‌ها و ناله‌های ما بی‌دلیل خاموش گشت       |
| خدایا کجا بودی آنگاه که کشوری زیبا را ویران می‌کردند          |  | خدایا کجا بودی زمانی که از شدت درد مجنون وار دعا می‌کردیم             |
| خدایا کجا بودی آنگاه که چشمان عدالت بسته شدند                |  | خدایا کجا بودی وقتی دعا بر لبهای ملتم سرد شد                         |
| خدایا کجا بودی آنگاه که آسمانی که رستگاری را ندا می‌داد لرزید |  | چرا سکوت کردی ای خدا آنگاه که بر چوبه دار، میخ کوب شده دعا می‌خواندیم |
| ای خدا در دل غمگین من ایمان و عشق دیگری جز تو نبود           |  | من تو را مجنون وار باور و دعا می‌کردم                                 |
| خدایا کجا بودی آنگه که سرزمینی زیبا را نابود می‌ساختند        |  | خدایا کجا بودی آنگاه که امیدمان را گم کرده و دعا می‌خواندیم           |
| ای خدا به ما نیرو بده تا در دریای پر تلاطم زندگی گم نگردیم   |  | ای خدا به ما قلبی [شجاع] بده تا لبهای مصیبت را محو سازیم             |
| به ما نور بده ای خدا تا این راه تاریک خاکستری را بپیماییم    |  | به ما امید بده ای خدا تا با لبهای خشک شده خود دوباره تو را بازیابیم  |